# Vangdue Phodrang
Vangdue Phodrang (tibetansko དབང་འདུས་ཕོ་བྲང་, Dzongkha Wangdi Phodr'a ) je mesto in glavno mesto (dzongkhag thromde) okrožja Vangdue Phodrang v osrednjem Butanu.  Leži v vaški skupnosti Thedtsho Gewog. 

## Zgodovina
Ime mesta deli z dzongom, zgrajenim leta 1638, ki dominira nad okrožjem. Ime naj bi dal Ngavang Namgjal, prvi šabdrung Rinpoče, ki je iskal najboljše mesto za dzong, da bi preprečil vdore z juga. Na izbranem mestu se je šabdrung srečal z dečkom po imenu Vangdi, ki je igral ob reki in dzong  poimenoval Vangdijeva palača.
Vangdi Phodrang dzong je zgorel v popoldanskem času 24. junija 2012. Toda dzong je bil takrat ravno obnovljen, tako da je bila večina zgodovinskih relikvij še shranjena in rešena pred uničenjem.  Kmalu po požaru je več kot 1000 japonskih simpatizerjev podarilo ekvivalent več kot 134.500 ameriških dolarjev Skladu za obnovo Vangdueja Phodranga.  Prav tako so prispele druge donacije, vendar je bila obnova 2014 v teku. 

## Topologija
V Vangdi Phodrangu so tri tlakovane ceste. Bočna cesta vstopa z zahoda na prelazu Doču La, prečka reko Sankoš (Dzongkha: Puna Tsang Čhu) pri Vangdue Phodrang dzongu in se nadaljuje proti vzhodu do Trongsa. Ena cesta  pelje proti severu do Punakha dzonga in malo naprej. To je tudi pot do kraja Gasa.
Na drugi spodnji strani se odcepi stranska cesto v bližini prelaza Pele na pol poti med Vangdijem in Tongsa in gre proti jugu, nedaleč stran od samostana Gangteng in doline Phobjikha, kjer je mogoče najti redke črnovrate žerjave.

## SKlici
1. ↑  van Driem, George (1991). Guide to Official Dzongkha Romanization. Gaylegphug, Bhutan: Sherub Lham Press. str. 98.
2. ↑  Pelden, Sonam (7. maj 2010). »Cabinet Approves Thromdes«. Bhutan Observer online. Arhivirano iz prvotnega spletišča dne 20. januarja 2011. Pridobljeno 30. julija 2011.
3. ↑  Dorji, Kezang (26. november 2010). »LG Elections Finalized«. Bhutan Observer online. Arhivirano iz prvotnega spletišča dne 3. aprila 2012. Pridobljeno 30. julija 2011.
4. ↑  »Chiwogs in Wangdue Phodrang« (PDF). Election Commission, Government of Bhutan. 2011. Arhivirano iz prvotnega spletišča (PDF) dne 2. oktobra 2011. Pridobljeno 28. julija 2011.
5. ↑  »NGA GeoName Database«. National Geospatial Intelligence Agency. Arhivirano iz prvotnega spletišča dne 8. junija 2008. Pridobljeno 5. julija 2008.
6. ↑  »Wangduephodrang Dzong completely gutted«. 24. junij 2012. Arhivirano iz prvotnega spletišča dne 15. februarja 2014. Pridobljeno 24. junija 2012.
7. ↑  Donations from the people of Japan for Wangduephodrang Dzong reconstruction. (2012, September 10). Targeted News Service. Retrieved from http://search.proquest.com/docview/1039681371
8. ↑  HM graces prayer ceremony for Druk Khamsum Wangdi Choki Phodrang Dzong reconstruction. (2014, January 26). Bhutan Observer.  Retrieved from http://bi.galegroup.com/essentials/article/GALE%7CA357445430?u=nhc_main&sid=summon&userGroup=nhc_main